# Filipijnse dwergijsvogel
De Filipijnse dwergijsvogel (Ceyx melanurus) is een ijsvogel die alleen voorkomt in de Filipijnen. De wetenschappelijke naam van de soort werd als Alcedo melanura gepubliceerd door Johann Jakob Kaup in 1848.

## Kenmerken
De Filipijnse dwergijsvogel is de kleinste bosdwergijsvogel in de Filipijnen. De drie ondersoorten zijn te onderscheiden door de grootte en een aanwezigheid of afwezighed van een blauwe plek in de nek. C. m. melanurus is de kleinste ondersoort. De andere twee zijn te onderscheiden doordat bij C. m. mindanensis de genoemde blauwe plek ontbreekt, in tegenstelling tot C. m. samarensis. Ook C. m. melanurus heeft overigens deze blauwe plek in de nek.
De Filipijnse dwergijsvogel is voor een groot deel roodbruin. Een plek in de nek achter de oren is wit en afhankelijk van de ondersoort zit daarboven een blauwe plek. De vleugels zijn zwart met helder blauwe plekken aan de bovenzijde. De staart is aan het einde ook zwart en de hals en de buik zijn wit. De snavel is bij volwassen exemplaren oranjerood. De ogen zijn donkerbruin en de poten oranjerood.
Deze soort wordt inclusief staart zo'n 12 tot 13 centimeter groot en heeft een vleugellengte van 5 tot 6 centimeter.

## Ondersoorten en verspreiding
Er zijn 3 ondersoorten beschreven:
- C. m. melanurus (Alabat, Catanduanes, Luzon en Polillo);
- C. m. samarensis (Leyte en Samar);
- C. m. mindanensis (Basilan en Mindanao; wordt ook wel als zelfstandige soort beschouwd).

## Leefgebied
De Filipijnse dwergijsvogel komt alleen of in paartjes voor oerwouden en bossen tot een hoogte van ongeveer 750 meter boven zeeniveau. Daar zijn ze in tegenstelling tot veel andere ijsvogelsoorten niet te vinden in de buurt van stromend zoetwater, maar in de bossen tot een hoogte van zo'n vijf meter boven de grond.

## Voortplanting
Deze vogels paren gewoonlijk in april en mei. Van het nest en de eieren is niets bekend.

## Status
De grootte van de populatie wordt geschat op 10.000-20.000 volwassen vogels. Dit aantal geldt alleen voor de ondersoorten melanurus en samarensis. Op de Rode lijst van de IUCN heeft deze soort de status kwetsbaar. De ondersoort mindanenis wordt op de lijst van de IUCN als een aparte soort beschouwd. De grootte van deze populatie wordt geschat op 2500-10.000 volwassen vogels en de status van dit taxon is ook kwetsbaar.